# Club'in
Club'in — альбом реміксів української співачки Руслани. До альбому входять ремікси пісень з Wild Dances. У 2006 році альбом також вийшов у Чехії та Словаччині, до нього увійшли пісні з Дикі танці, Wild Dances та Club'in.

## Список пісень
1. «Wild Passion» (DJ Small & LV Club Mix)
2. «Dance with the Wolves» (Harem Disco Mix)
3. «Drum 'n' Dance» (DJ Small & LV Club Mix)
4. «Play , Musician!» (Treat Brothers Happy Dub)
5. «Wind Song» (Michael Nekrasov Zebra Mix)
6. «Wild Dances» (DJ Small & LV Club Mix)
7. «The Same Star» (Treat Brothers Re-Pop)
8. «The Tango We Used to Dance» (DJ Small & LV Club Mix)
9. «Dance with the Wolves» (Treat Brothers Remix)
10. «The Same Star» (DJ Zebra & Sergei Repin Fusion House Remix)
11. «Wind Song» (DJ Small & LV Club Mix)
12. «Wild Dances» (C.V.T. vs DJ Nick 2005 Club Edit)

## Чарти
| Країна  | Чарт              | Місце |
| ------- | ----------------- | ----- |
| Україна | UMKA Album Top 12 | 1     |